# Vladislav Menčetić
Vladislav Menčetić (Minčetić) (Dubrovnik, oko 1617.−Dubrovnik, 1666.) je bio hrvatski pjesnik iz Dubrovnika.
Škole je završio u Dubrovniku. Bio je više puta vojni zapovjednik u Konavlima od 1656. do 1658. godine. 1637. godine politička karijera dosegla mu je vrhunac: ušao je u Veliko vijeće. Od 1639. godine nekoliko je puta bio odvjetnik.
Pisao je u razdoblju baroka. Bio je dijelom skupine u dubrovačkom plemstvu koje je bilo protiv toga da Osmansko Carstvo bude gospodar Dubrovačke Republike. Pretkraj Kandijskog rata procijenio je da bi se mogla pojaviti mogućnost za prekinuti tu političku svezu.
To mu se odrazilo i u književnom radu. Bio je prvi u hrvatskoj književnosti iz razdoblja prije prije druge turske opsade Beča od 1683. godine kod kojeg se javila ideja o skoroj propasti Osmanskog Carstva. To se javlja u djelu Trublja slovinska koje je objavio u Jakinu 1665. godine. Djelo je posvetio hrvatskom plemiću, banu, vojskovođi i pjesniku Petru Zrinskom.
Zrinskog je opjevao prije svega zbog objavljivanja hrvatskog prijevoda mađarskog epa njegova brata Nikole o opsadi Sigeta 1566. godine. Panegirički slavi antiturski angažman Petra Zrinskog. Menčetić je toliko izdizao Zrinskog da ga je u pjesničkoj viziji vidio kao osobu koja će osloboditi Carigrad.
Istaknuta djela su mu: 
- Trublja slovinska
- Tužba Radmilova cijeć Zorke vile
- Radonja
- Knjiga g. Marojice Kaboge